# Jerzy Tabeau
Jerzy Tabeau (* 18. Dezember 1918 in Zabłotów; † 11. Mai 2002) war ein polnischer Arzt. Sein Bericht, den er nach seiner Flucht aus dem Konzentrationslager Auschwitz veröffentlichte, ist einer der ersten bekannten Berichte über den dort stattfindenden Genozid.

## Leben
Tabeau war Mitglied der militärischen Untergrundorganisation Związek Organizacji Wojskowej (ZOW). Nach seiner Festnahme durch die Gestapo wurde er am 26. März 1942 unter einem falschen Namen, den er bereits im Untergrund verwendete, nach Auschwitz gebracht. Zusammen mit einem anderen polnischen Insassen, Roman Cieliczko, gelang ihm im November 1943 die Flucht. Nach 1945 lebte er in Krakau als Kardiologe.

## DerPolish Major’s Report
Nach seiner Flucht erstellte Tabeau einen Bericht über die Vorgänge im Konzentrationslager. In teils drastischen Schilderungen beinhaltet dieser Informationen zu den Lebensbedingungen im Lager. Die ersten beiden Kapitel geben Auskunft über die Transporte und Tabeaus erste Tage im Lager. Es folgt ein Kapitel über die Juden und ein weiteres zu den vollstreckten Hinrichtungen. Darüber hinaus erhält er Informationen zu der Entwicklung des Lagers und der internen Organisation, so zum Beispiel die Nutzung verschiedenfarbiger Stoffdreiecke zur Gruppierung der Gefangenen. Auch über den Alltag der Gefangenen berichtet Tabeau. Sein Bericht über die fabrikmäßige Ermordung von Juden aus ganz Europa wurde ein Teil der Auschwitz-Protokolle.
Zudem enthält der Bericht Details über die Beginne der Massenmorde und die Selektion der Deportierten:

“At the same time, mass executions started in AUSCHWITZ (middle of May 1942).”

„Zur gleichen Zeit starteten die Massenhinrichtungen in AUSCHWITZ (Mitte Mai 1942).“

Über die Gaskammern heißt es:

“For this purpose, special gassing barracke [sic!] has been built there. […] Inside they were equipped so as to create the impression of bathing establishments.”

„Zu diesem Zweck wurden spezielle Gas-Barracken gebaut. […] Innen waren sie so ausgestattet, um den Eindruck zu erwecken, dass es sich um Waschmöglichkeiten handele.“

Auch eine Schätzung der Anzahl der ermordeten Juden bis zu seiner Flucht gibt Tabeau an. Er spricht von "etwa 1 1/2 Millionen".